# Benjamín Vicuña Mackenna
Benjamín Vicuña Mackenna (25 d'agost de 1831 - 25 de gener de 1886) va ser un escriptor, historiador i polític de Xile. Era d'origen basc i irlandès.
Va néixer a Santiago de Xile, net del General Juan Mackenna, heroi de la guerra xilena de la independència. Estudià dret i el 1851 participà en la revolució de Pedro Urriola essent fet presoner poc després s'escapà de la presó vivint aleshores a l'exili als Estats Units.
El 1856 tornà a Xile. El 1858 fundà el diari La Asamblea Constitucional però va haver de tornar a l'exili a Anglaterra. Quan tornà escriví al diari El Mercurio newspaper. El 1865 fundà a Nova York el diari "La Voz de América". Vicuña va ser elegit senador i alcalde de Santiago, tanmateix, el 1875, va ser derrotat per Federico Errázuriz Zañartu en les eleccions presidencials xilenes amb la qual cosa s'acabà la seva carrera política.